# Crkva sv. Mihaela u Olomoucu
Crkva sv. Mihaela (češ.: Kostel svatého Michala) je Rimokatolička crkva u Olomoucu, Češka Republika. To je jedan od najvažnijih znamenitosti grada.

## Povijest
Crkva, izvorno povezana s Dominikanskim redom, izgrađena je u 13. stoljeću, a obnovljena u svom sadašnjem baroknom obliku od 1676. do 1703. Crkvu je obnovio Giovanni Pietro Tencalla. Štuko ukrašavanje interijera je odradio Baltazar Fontana. Crkva je posvećena 9. svibnja 1707., međutim, u srpnju 1709. je oštećena u velikom požaru. Crkva se odlikuje trima kupolama koje simboliziraju Presveto Trojstvo. Donje strane svih kupola prekrivene su freskama. Crkvene orgulje datiraju iz 1706., a izradio ih je David Sieber, orguljaš iz Brna.

## Vanjske poveznice
- Službena stranica župe (češ.)